# John Hall (pastor presbiteriano)
John Hall Magowan (31 de julho de 1829 – 17 de setembro de 1898) foi pastor da Igreja Presbiteriana da Quinta Avenida, na cidade de Nova York, de 1867 até sua morte em Bangor, County Down, Irlanda. A famosa igreja de Nova York, que ainda hoje se encontra na Quinta Avenida, na 55th Street, foi construída durante sua gestão. 
John Hall nasceu em Ballygorman, County Armagh, Irlanda, em 31 de julho de 1829. Ele era o filho mais velho de William Hall e Rachel McGowan - descendentes de presbiterianos escoceses. Sua educação começou em uma escola local antes de frequentar o Belfast College em 1841. Em 1845 ele entrou na faculdade de teologia com o Dr. John Edgar e o Dr. Henry Cooke. Em 1848, seu pai morreu; apesar das dificuldades financeiras, sua mãe insistiu que ele concluísse seus estudos religiosos e em 1850 ele foi ordenado missionário presbiteriano. Durante seu tempo na faculdade, Hall complementou sua renda lecionando em uma escola para meninas.